# Blue Man Group
Blue Man Group är en performancegrupp, grundad 1987 av Phil Stanton, Chris Wink och Matt Goldman. Organisationen producerar och framför föreställningar med både musikaliska, akrobatiska och komiska inslag. På scen uppträder medlemmarna tre i taget, alltid klädda i svarta dräkter och blå masker, därav namnet på gruppen. Det finns fler än en grupp; Blue Man Group är ett koncept som framförs av flera olika "Blue Man Groups" samtidigt världen över.
Under föreställningen spelar de på ett flertal egentillverkade instrument och ackompanjeras oftast av ett professionellt band. Sångnummer förekommer också, dock ej från någon av de blå männen; de yttrar inte ett ord under hela föreställningen. Det är också vanligt att de blå männen under föreställningen drar in publiken i olika saker, bland annat genom att ta upp en eller flera ur publiken på scen för att assistera dem i olika nummer.
Förutom föreställningar har organisationen också spelat in ett flertal skivor. Flera artister och grupper har medverkat i deras låtar, bland andra Annette Strean från Venus Hum, Dave Matthews, Jill Scott och Gavin Rossdale.
Den 20 februari 2010 uppträdde de i mellanakten i Melodifestivalens tredje deltävling i Göteborg. Under hösten 2010 var de på turné i Sverige.

## Diskografi
Studioalbum
- 1999 – Audio
- 2003 – The Complex
- 2016 – Three

Livealbum
- 2006 – Live at The Venetian – Las Vegas